# Szczecinki czołowe
Szczecinki czołowe – rodzaj szczecinek występujący na głowie stawonogów.
U muchówek występują dość rzadko. Istnieją w liczbie dwóch. Osadzone są pośrodku przedniej części czoła i z reguły krzyżują się ze sobą.
U pcheł znajdują się jeden lub rzadziej dwa rzędy szczecin czołowych. Położone są ona powyżej szczecinek ocznych, a poniżej szczecinek przedczołowych.
U gąsienic szczecinki czołowe to para szczecinek położonych na czole.
U dwupaców szczecinki czołowe (frontal setae) to para szczecinek osadzonych po obu stronach linii środkowej powierzchni czołowej głowy.